# Festulpia melderisii
Festulpia melderisii är en gräsart som beskrevs av Clive Anthony Stace och R.Cotton. Festulpia melderisii ingår i släktet Festulpia och familjen gräs. Inga underarter finns listade i Catalogue of Life.